# Gabriel Borges
Gabriel Portilho Borges  (Petrópolis, 24 de março de 1992) é um velejador brasileiro.
Como um dos representantes do país nos Jogos Pan-americanos de 2011, em Guadalajara, no México, ganhou a medalha de ouro na classe Snipe, junto com Alexandre Tinoco. Também foi campeão mundial da classe na Dinamarca.
Em 2012 se mudou para a classe 49er, fazendo dupla com Marco Grael. Foram campeões sul-americanos e brasileiros, e participaram dos Jogos Olímpicos de Verão de 2016 no Rio de Janeiro, ficando na décima primeira colocação.
Nos Jogos Pan-Americanos de 2019 a dupla conquistou a medalha de ouro na classe 49er.